# Élections municipales de 2026 dans le Cantal
Les élections municipales dans le Cantal sont prévues en mars 2026. Cette page ne traite que les communes de 1 000 habitants et plus dans le Cantal.

## Résultats à l'échelle du département

### Maires sortants et maires élus
| Commune                       | Population (en 2022) | Maire sortant(e)         | Parti | Parti | Maire élu(e) | Parti | Parti |
| ----------------------------- | -------------------- | ------------------------ | ----- | ----- | ------------ | ----- | ----- |
| Arpajon-sur-Cère              | 6 363                | Isabelle Lantuéjoul      |       | LR    |              |       |       |
| Aurillac                      | 26 189               | Pierre Mathonier         |       | PS    |              |       |       |
| Champagnac                    | 1 023                | Gilles Rios              |       | SE    |              |       |       |
| Champs-sur-Tarentaine-Marchal | 1 028                | Daniel Chevaleyre        |       | PRV   |              |       |       |
| Jussac                        | 2 040                | Jean-François Rodier     |       | DVD   |              |       |       |
| Lanobre                       | 1 350                | Pascal Lorenzo           |       | DVD   |              |       |       |
| Massiac                       | 1 801                | Didier Achalme           |       | LR    |              |       |       |
| Mauriac                       | 3 503                | Edwige Zanchi            |       | DVD   |              |       |       |
| Maurs                         | 2 131                | Florian Morelle          |       | DVD   |              |       |       |
| Murat                         | 1 770                | Gilles Chabrier          |       | DVD   |              |       |       |
| Naucelles                     | 2 164                | Christian Poulhes        |       | PS    |              |       |       |
| Neuvéglise-sur-Truyère        | 1 689                | Céline Charriaud         |       | DVC   |              |       |       |
| Pleaux                        | 1 464                | David Peyral             |       | DVD   |              |       |       |
| Polminhac                     | 1 205                | André Bonhomme           |       | DVD   |              |       |       |
| Reilhac                       | 1 094                | Jean-Pierre Picard       |       | PS    |              |       |       |
| Riom-ès-Montagnes             | 2 403                | François Boisset         |       | PCF   |              |       |       |
| Roannes-Saint-Mary            | 1 104                | Géraud Méral             |       | DVD   |              |       |       |
| Le Rouget-Pers                | 1 288                | Gilles Combelle          |       | DVC   |              |       |       |
| Saint-Cernin                  | 1 047                | André Dujols             |       | DVG   |              |       |       |
| Saint-Flour                   | 6 390                | Philippe Delort          |       | DVC   |              |       |       |
| Saint-Georges                 | 1 176                | Jean-Jacques Monloubou   |       | DVC   |              |       |       |
| Saint-Mamet-la-Salvetat       | 1 537                | Éric Février             |       | DVD   |              |       |       |
| Saint-Paul-des-Landes         | 1 538                | Patricia Benito          |       | PRG   |              |       |       |
| Saint-Simon                   | 1 142                | Nathalie Gardes          |       | SE    |              |       |       |
| Sansac-de-Marmiesse           | 1 388                | Michel Baissac           |       | SE    |              |       |       |
| Vézac                         | 1 314                | Jean-Luc Lentier         |       | DVG   |              |       |       |
| Vic-sur-Cère                  | 1 908                | Annie Delrieu-Tourtoulou |       | DVD   |              |       |       |
| Ydes                          | 1 633                | Alain Delage             |       | DVC   |              |       |       |
| Ytrac                         | 4 316                | Bernadette Ginez         |       | DVD   |              |       |       |

### Résultats en nombre de maires
| Partis       | Partis                    | Maires sortants | Maires élus | Évolution |
| ------------ | ------------------------- | --------------- | ----------- | --------- |
|              | Divers droite             | 11              |             |           |
|              | Les Républicains          | 2               |             |           |
| Total droite | Total droite              | 13              |             |           |
|              | Parti socialiste          | 3               |             |           |
|              | Divers gauche             | 2               |             |           |
|              | Parti communiste français | 1               |             |           |
|              | Parti radical de gauche   | 1               |             |           |
| Total gauche | Total gauche              | 7               |             |           |
|              | Divers centre             | 5               |             |           |
|              | Parti radical             | 1               |             |           |
| Total centre | Total centre              | 6               |             |           |
|              | Sans étiquette            | 3               |             |           |
| Total        | Total                     | 29              | 29          | -         |

## Résultats dans les communes de plus de 1 000 habitants

### Arpajon-sur-Cère
- Maire sortante : Isabelle Lantuéjoul (LR)
- 29 sièges à pourvoir au conseil municipal (population légale 2022 : 6 363 habitants)
- 7 sièges à pourvoir au conseil communautaire (Aurillac Agglomération)

| Tête de liste | Tête de liste | Parti(s) | Nuance | Premier tour | Premier tour | Second tour | Second tour | Sièges | Sièges |
| Tête de liste | Tête de liste | Parti(s) | Nuance | Voix         | %            | Voix        | %           | CM     | CC     |
| ------------- | ------------- | -------- | ------ | ------------ | ------------ | ----------- | ----------- | ------ | ------ |

### Aurillac
- Maire sortant : Pierre Mathonier (PS)
- 35 sièges à pourvoir au conseil municipal (population légale 2022 : 26 189 habitants)
- 27 sièges à pourvoir au conseil communautaire (Aurillac Agglomération)

| Tête de liste | Tête de liste | Parti(s) | Nuance | Premier tour | Premier tour | Second tour | Second tour | Sièges | Sièges |
| Tête de liste | Tête de liste | Parti(s) | Nuance | Voix         | %            | Voix        | %           | CM     | CC     |
| ------------- | ------------- | -------- | ------ | ------------ | ------------ | ----------- | ----------- | ------ | ------ |

### Champagnac
- Maire sortant : Gilles Rios (SE)
- 15 sièges à pourvoir au conseil municipal (population légale 2022 : 1 023 habitants)
- 4 sièges à pourvoir au conseil communautaire (Sumène Artense communauté)

| Tête de liste | Tête de liste | Parti(s) | Nuance | Premier tour | Premier tour | Second tour | Second tour | Sièges | Sièges |
| Tête de liste | Tête de liste | Parti(s) | Nuance | Voix         | %            | Voix        | %           | CM     | CC     |
| ------------- | ------------- | -------- | ------ | ------------ | ------------ | ----------- | ----------- | ------ | ------ |

### Champs-sur-Tarentaine-Marchal
- Maire sortant : Daniel Chevaleyre (PRV)
- 15 sièges à pourvoir au conseil municipal (population légale 2022 : 1 028 habitants)
- 4 sièges à pourvoir au conseil communautaire (Sumène Artense communauté)

| Tête de liste | Tête de liste | Parti(s) | Nuance | Premier tour | Premier tour | Second tour | Second tour | Sièges | Sièges |
| Tête de liste | Tête de liste | Parti(s) | Nuance | Voix         | %            | Voix        | %           | CM     | CC     |
| ------------- | ------------- | -------- | ------ | ------------ | ------------ | ----------- | ----------- | ------ | ------ |

### Jussac
- Maire sortant : Jean-François Rodier (DVD)
- 19 sièges à pourvoir au conseil municipal (population légale 2022 : 2 040 habitants)
- 2 sièges à pourvoir au conseil communautaire (Aurillac Agglomération)

| Tête de liste | Tête de liste | Parti(s) | Nuance | Premier tour | Premier tour | Second tour | Second tour | Sièges | Sièges |
| Tête de liste | Tête de liste | Parti(s) | Nuance | Voix         | %            | Voix        | %           | CM     | CC     |
| ------------- | ------------- | -------- | ------ | ------------ | ------------ | ----------- | ----------- | ------ | ------ |

### Lanobre
- Maire sortant : Pascal Lorenzo (DVD)
- 15 sièges à pourvoir au conseil municipal (population légale 2022 : 1 350 habitants)
- 5 sièges à pourvoir au conseil communautaire (Sumène Artense communauté)

| Tête de liste | Tête de liste | Parti(s) | Nuance | Premier tour | Premier tour | Second tour | Second tour | Sièges | Sièges |
| Tête de liste | Tête de liste | Parti(s) | Nuance | Voix         | %            | Voix        | %           | CM     | CC     |
| ------------- | ------------- | -------- | ------ | ------------ | ------------ | ----------- | ----------- | ------ | ------ |

### Massiac
- Maire sortant : Didier Achalme (LR)
- 19 sièges à pourvoir au conseil municipal (population légale 2022 : 1 801 habitants)
- 7 sièges à pourvoir au conseil communautaire (Hautes Terres Communauté)

| Tête de liste | Tête de liste | Parti(s) | Nuance | Premier tour | Premier tour | Second tour | Second tour | Sièges | Sièges |
| Tête de liste | Tête de liste | Parti(s) | Nuance | Voix         | %            | Voix        | %           | CM     | CC     |
| ------------- | ------------- | -------- | ------ | ------------ | ------------ | ----------- | ----------- | ------ | ------ |

### Mauriac
- Maire sortante : Edwige Zanchi (DVD)
- 27 sièges à pourvoir au conseil municipal (population légale 2022 : 3 503 habitants)
- 14 sièges à pourvoir au conseil communautaire (CC du Pays de Mauriac)

| Tête de liste | Tête de liste | Parti(s) | Nuance | Premier tour | Premier tour | Second tour | Second tour | Sièges | Sièges |
| Tête de liste | Tête de liste | Parti(s) | Nuance | Voix         | %            | Voix        | %           | CM     | CC     |
| ------------- | ------------- | -------- | ------ | ------------ | ------------ | ----------- | ----------- | ------ | ------ |

### Maurs
- Maire sortant : Florian Morelle (DVD)
- 19 sièges à pourvoir au conseil municipal (population légale 2022 : 2 131 habitants)
- 6 sièges à pourvoir au conseil communautaire (CC de la Châtaigneraie Cantalienne)

| Tête de liste | Tête de liste | Parti(s) | Nuance | Premier tour | Premier tour | Second tour | Second tour | Sièges | Sièges |
| Tête de liste | Tête de liste | Parti(s) | Nuance | Voix         | %            | Voix        | %           | CM     | CC     |
| ------------- | ------------- | -------- | ------ | ------------ | ------------ | ----------- | ----------- | ------ | ------ |

### Murat
- Maire sortant : Gilles Chabrier (DVD)
- 19 sièges à pourvoir au conseil municipal (population légale 2022 : 1 770 habitants)
- 7 sièges à pourvoir au conseil communautaire (Hautes Terres Communauté)

| Tête de liste | Tête de liste | Parti(s) | Nuance | Premier tour | Premier tour | Second tour | Second tour | Sièges | Sièges |
| Tête de liste | Tête de liste | Parti(s) | Nuance | Voix         | %            | Voix        | %           | CM     | CC     |
| ------------- | ------------- | -------- | ------ | ------------ | ------------ | ----------- | ----------- | ------ | ------ |

### Naucelles
- Maire sortant : Christian Poulhes (PS)
- 19 sièges à pourvoir au conseil municipal (population légale 2022 : 2 164 habitants)
- 2 sièges à pourvoir au conseil communautaire (Aurillac Agglomération)

| Tête de liste | Tête de liste | Parti(s) | Nuance | Premier tour | Premier tour | Second tour | Second tour | Sièges | Sièges |
| Tête de liste | Tête de liste | Parti(s) | Nuance | Voix         | %            | Voix        | %           | CM     | CC     |
| ------------- | ------------- | -------- | ------ | ------------ | ------------ | ----------- | ----------- | ------ | ------ |

### Neuvéglise-sur-Truyère
- Maire sortante : Céline Charriaud (DVC)
- 23 sièges à pourvoir au conseil municipal (population légale 2022 : 1 689 habitants)
- 4 sièges à pourvoir au conseil communautaire (Saint-Flour Communauté)

| Tête de liste | Tête de liste | Parti(s) | Nuance | Premier tour | Premier tour | Second tour | Second tour | Sièges | Sièges |
| Tête de liste | Tête de liste | Parti(s) | Nuance | Voix         | %            | Voix        | %           | CM     | CC     |
| ------------- | ------------- | -------- | ------ | ------------ | ------------ | ----------- | ----------- | ------ | ------ |

### Pleaux
- Maire sortant : David Peyral (DVD)
- 15 sièges à pourvoir au conseil municipal (population légale 2022 : 1 464 habitants)
- 7 sièges à pourvoir au conseil communautaire (CC du Pays de Salers)

| Tête de liste | Tête de liste | Parti(s) | Nuance | Premier tour | Premier tour | Second tour | Second tour | Sièges | Sièges |
| Tête de liste | Tête de liste | Parti(s) | Nuance | Voix         | %            | Voix        | %           | CM     | CC     |
| ------------- | ------------- | -------- | ------ | ------------ | ------------ | ----------- | ----------- | ------ | ------ |

### Polminhac
- Maire sortant : André Bonhomme (DVD)
- 15 sièges à pourvoir au conseil municipal (population légale 2022 : 1 205 habitants)
- 6 sièges à pourvoir au conseil communautaire (CC Cère et Goul en Carladès)

| Tête de liste | Tête de liste | Parti(s) | Nuance | Premier tour | Premier tour | Second tour | Second tour | Sièges | Sièges |
| Tête de liste | Tête de liste | Parti(s) | Nuance | Voix         | %            | Voix        | %           | CM     | CC     |
| ------------- | ------------- | -------- | ------ | ------------ | ------------ | ----------- | ----------- | ------ | ------ |

### Reilhac
- Maire sortant : Jean-Pierre Picard (PS)
- 15 sièges à pourvoir au conseil municipal (population légale 2022 : 1 094 habitants)
- 2 sièges à pourvoir au conseil communautaire (Aurillac Agglomération)

| Tête de liste | Tête de liste | Parti(s) | Nuance | Premier tour | Premier tour | Second tour | Second tour | Sièges | Sièges |
| Tête de liste | Tête de liste | Parti(s) | Nuance | Voix         | %            | Voix        | %           | CM     | CC     |
| ------------- | ------------- | -------- | ------ | ------------ | ------------ | ----------- | ----------- | ------ | ------ |

### Riom-ès-Montagnes
- Maire sortant : François Boisset (PCF)
- 19 sièges à pourvoir au conseil municipal (population légale 2022 : 2 403 habitants)
- 13 sièges à pourvoir au conseil communautaire (CC du Pays Gentiane)

| Tête de liste | Tête de liste | Parti(s) | Nuance | Premier tour | Premier tour | Second tour | Second tour | Sièges | Sièges |
| Tête de liste | Tête de liste | Parti(s) | Nuance | Voix         | %            | Voix        | %           | CM     | CC     |
| ------------- | ------------- | -------- | ------ | ------------ | ------------ | ----------- | ----------- | ------ | ------ |

### Roannes-Saint-Mary
- Maire sortant : Géraud Méral (DVD)
- 15 sièges à pourvoir au conseil municipal (population légale 2022 : 1 104 habitants)
- 3 sièges à pourvoir au conseil communautaire (CC de la Châtaigneraie Cantalienne)

| Tête de liste | Tête de liste | Parti(s) | Nuance | Premier tour | Premier tour | Second tour | Second tour | Sièges | Sièges |
| Tête de liste | Tête de liste | Parti(s) | Nuance | Voix         | %            | Voix        | %           | CM     | CC     |
| ------------- | ------------- | -------- | ------ | ------------ | ------------ | ----------- | ----------- | ------ | ------ |

### Le Rouget-Pers
- Maire sortant : Gilles Combelle (DVC)
- 19 sièges à pourvoir au conseil municipal (population légale 2022 : 1 288 habitants)
- 4 sièges à pourvoir au conseil communautaire (CC de la Châtaigneraie Cantalienne)

| Tête de liste | Tête de liste | Parti(s) | Nuance | Premier tour | Premier tour | Second tour | Second tour | Sièges | Sièges |
| Tête de liste | Tête de liste | Parti(s) | Nuance | Voix         | %            | Voix        | %           | CM     | CC     |
| ------------- | ------------- | -------- | ------ | ------------ | ------------ | ----------- | ----------- | ------ | ------ |

### Saint-Cernin
- Maire sortant : André Dujols (DVG)
- 15 sièges à pourvoir au conseil municipal (population légale 2022 : 1 047 habitants)
- 5 sièges à pourvoir au conseil communautaire (CC du Pays de Salers)

| Tête de liste | Tête de liste | Parti(s) | Nuance | Premier tour | Premier tour | Second tour | Second tour | Sièges | Sièges |
| Tête de liste | Tête de liste | Parti(s) | Nuance | Voix         | %            | Voix        | %           | CM     | CC     |
| ------------- | ------------- | -------- | ------ | ------------ | ------------ | ----------- | ----------- | ------ | ------ |

### Saint-Flour
- Maire sortant : Philippe Delort (DVC)
- 29 sièges à pourvoir au conseil municipal (population légale 2022 : 6 390 habitants)
- 17 sièges à pourvoir au conseil communautaire (Saint-Flour Communauté)

| Tête de liste | Tête de liste | Parti(s) | Nuance | Premier tour | Premier tour | Second tour | Second tour | Sièges | Sièges |
| Tête de liste | Tête de liste | Parti(s) | Nuance | Voix         | %            | Voix        | %           | CM     | CC     |
| ------------- | ------------- | -------- | ------ | ------------ | ------------ | ----------- | ----------- | ------ | ------ |

### Saint-Georges
- Maire sortant : Jean-Jacques Monloubou (DVC)
- 15 sièges à pourvoir au conseil municipal (population légale 2022 : 1 176 habitants)
- 3 sièges à pourvoir au conseil communautaire (Saint-Flour Communauté)

| Tête de liste | Tête de liste | Parti(s) | Nuance | Premier tour | Premier tour | Second tour | Second tour | Sièges | Sièges |
| Tête de liste | Tête de liste | Parti(s) | Nuance | Voix         | %            | Voix        | %           | CM     | CC     |
| ------------- | ------------- | -------- | ------ | ------------ | ------------ | ----------- | ----------- | ------ | ------ |

### Saint-Mamet-la-Salvetat
- Maire sortant : Éric Février (DVD)
- 19 sièges à pourvoir au conseil municipal (population légale 2022 : 1 537 habitants)
- 4 sièges à pourvoir au conseil communautaire (CC de la Châtaigneraie Cantalienne)

| Tête de liste | Tête de liste | Parti(s) | Nuance | Premier tour | Premier tour | Second tour | Second tour | Sièges | Sièges |
| Tête de liste | Tête de liste | Parti(s) | Nuance | Voix         | %            | Voix        | %           | CM     | CC     |
| ------------- | ------------- | -------- | ------ | ------------ | ------------ | ----------- | ----------- | ------ | ------ |

### Saint-Paul-des-Landes
- Maire sortante : Patricia Benito (PRG)
- 19 sièges à pourvoir au conseil municipal (population légale 2022 : 1 538 habitants)
- 2 sièges à pourvoir au conseil communautaire (Aurillac Agglomération)

| Tête de liste | Tête de liste | Parti(s) | Nuance | Premier tour | Premier tour | Second tour | Second tour | Sièges | Sièges |
| Tête de liste | Tête de liste | Parti(s) | Nuance | Voix         | %            | Voix        | %           | CM     | CC     |
| ------------- | ------------- | -------- | ------ | ------------ | ------------ | ----------- | ----------- | ------ | ------ |

### Saint-Simon
- Maire sortant : Nathalie Gardes (SE)
- 15 sièges à pourvoir au conseil municipal (population légale 2022 : 1 142 habitants)
- 2 sièges à pourvoir au conseil communautaire (Aurillac Agglomération)

| Tête de liste | Tête de liste | Parti(s) | Nuance | Premier tour | Premier tour | Second tour | Second tour | Sièges | Sièges |
| Tête de liste | Tête de liste | Parti(s) | Nuance | Voix         | %            | Voix        | %           | CM     | CC     |
| ------------- | ------------- | -------- | ------ | ------------ | ------------ | ----------- | ----------- | ------ | ------ |

### Sansac-de-Marmiesse
- Maire sortant : Michel Baissac (SE)
- 15 sièges à pourvoir au conseil municipal (population légale 2022 : 1 388 habitants)
- 2 sièges à pourvoir au conseil communautaire (Aurillac Agglomération)

| Tête de liste | Tête de liste | Parti(s) | Nuance | Premier tour | Premier tour | Second tour | Second tour | Sièges | Sièges |
| Tête de liste | Tête de liste | Parti(s) | Nuance | Voix         | %            | Voix        | %           | CM     | CC     |
| ------------- | ------------- | -------- | ------ | ------------ | ------------ | ----------- | ----------- | ------ | ------ |

### Vézac
- Maire sortant : Jean-Luc Lentier (DVG)
- 15 sièges à pourvoir au conseil municipal (population légale 2022 : 1 314 habitants)
- 2 sièges à pourvoir au conseil communautaire (Aurillac Agglomération)

| Tête de liste            | Tête de liste     | Parti(s) | Nuance | Premier tour | Premier tour | Second tour | Second tour | Sièges | Sièges |
| Tête de liste            | Tête de liste     | Parti(s) | Nuance | Voix         | %            | Voix        | %           | CM     | CC     |
| ------------------------ | ----------------- | -------- | ------ | ------------ | ------------ | ----------- | ----------- | ------ | ------ |
|                          | Jean-Luc Lentier, | DVG      |        |              |              |             |             |        |        |
|                          |                   |          |        |              |              |             |             |        |        |
| Exprimés                 |                   |          |        |              |              |             |             |        |        |
| Votes blancs             |                   |          |        |              |              |             |             |        |        |
| Votes nuls               |                   |          |        |              |              |             |             |        |        |
| Total                    | Total             | Total    | Total  |              | 100          |             | 25          | 2      |        |
| Absentions               |                   |          |        |              |              |             |             |        |        |
| Inscrits / participation |                   |          |        |              |              |             |             |        |        |

### Vic-sur-Cère
- Maire sortant : Annie Delrieu-Tourtoulou (DVD)
- 19 sièges à pourvoir au conseil municipal (population légale 2022 : 1 908 habitants)
- 9 sièges à pourvoir au conseil communautaire (CC Cère et Goul en Carladès)

| Tête de liste | Tête de liste | Parti(s) | Nuance | Premier tour | Premier tour | Second tour | Second tour | Sièges | Sièges |
| Tête de liste | Tête de liste | Parti(s) | Nuance | Voix         | %            | Voix        | %           | CM     | CC     |
| ------------- | ------------- | -------- | ------ | ------------ | ------------ | ----------- | ----------- | ------ | ------ |

### Ydes
- Maire sortant : Alain Delage (DVC)
- 19 sièges à pourvoir au conseil municipal (population légale 2022 : 1 633 habitants)
- 6 sièges à pourvoir au conseil communautaire (Sumène Artense communauté)

| Tête de liste | Tête de liste | Parti(s) | Nuance | Premier tour | Premier tour | Second tour | Second tour | Sièges | Sièges |
| Tête de liste | Tête de liste | Parti(s) | Nuance | Voix         | %            | Voix        | %           | CM     | CC     |
| ------------- | ------------- | -------- | ------ | ------------ | ------------ | ----------- | ----------- | ------ | ------ |

### Ytrac
- Maire sortante : Bernadette Ginez (DVD)
- 27 sièges à pourvoir au conseil municipal (population légale 2022 : 4 316 habitants)
- 5 sièges à pourvoir au conseil communautaire (Aurillac Agglomération)

| Tête de liste | Tête de liste | Parti(s) | Nuance | Premier tour | Premier tour | Second tour | Second tour | Sièges | Sièges |
| Tête de liste | Tête de liste | Parti(s) | Nuance | Voix         | %            | Voix        | %           | CM     | CC     |
| ------------- | ------------- | -------- | ------ | ------------ | ------------ | ----------- | ----------- | ------ | ------ |